# Hadsund
Hadsund (ha̝ð̠ˠ̞ˈsɔ̟̝nˀ) (uttal (fil)) är en stad vid Mariager Fjord i Nordjylland i Danmark. Den  ligger vid den smalaste delen av fjorden där den korsas av en bro.
Staden har 5 051 invånare (2019) (5 520 med  Hadsund Syd) och ligger till största delen på norra sidan av fjorden. Fram till 2007 var Hadsund huvudort i dåvarande Hadsund kommun. Efter kommunreformen tillhör orten Mariagerfjord kommun i Region Nordjylland och är dess näst största stad efter Hobro.
I Hadsund finns flera lärosäten, bland andra Tech College Mariagerfjord, Vuxenutbildningscenter Hadsund, Hadsund skole och Hadsund Production. Staden har ett större urval av stormarknader och specialbutiker och har Himmerlands enda inomhus köpcentrum, Hadsund Butikscenter. 
Storegade i Hadsund är gågata sedan 1990. Den var fram till på 1970-talet en del av  motorvägen mellan Hobro och Aalborg.
Författaren Hans Kirk (1898–1962) föddes i Hadsund.

## Näringsliv
I Hadsund har två större företag sina huvudkontor, Trip Trap och Nilfisk ALTO. Elbilsföretaget Hope Motor A/S grundades i Hadsund, men flyttade senare till Norge. Här ligger köpcentrumet Hadsund Butikscenter.

## Stadsdelar
Søndergårde är beläget i norra delen av Hadsund. Området var fram till 1960 en egen by men växte samman med Hadsund sedan ett industri- och ett bostadsområde byggts där.
Hadsund Syd är namnet på den södra delen av Hadsund, strax söder om Hadsundbroen, som ursprungligen hette Sønder stad. Området har 479 invånare 2011 och grundades cirka 1880. I Hadsund Syd ligger Hadsund Syd Station och Færgekroen Hotel syd.
Andra bostadsområden i Hadsund är:
- Molhøj
- Hadsund Huse
- Haderup

## Kända personer från Hadsund
- Hans Kirk
- K. Axel Nielsen
- Ebbe Sand
- Thomas Christiansen
- Inger Støjberg

## Befolkning
| År   | Antal fastigheter  | Antal invånare | Ändring |
| ---- | ------------------ | -------------- | ------- |
| 1801 |                    | 9              |         |
| 1840 |                    | 7              | -2      |
| 1870 |                    | 270            | +63     |
| 1880 |                    | 390            | +120    |
| 1890 | 110 gårdar och hus | 701            | +311    |
| 1921 | 376                | 1 971          | +1 270  |
| 1930 |                    | 2 415          | +444    |
| 1955 | 1 175              | 2 484          | +69     |
| 1986 |                    | 4 000          | +1 516  |
| 1997 |                    | 5 103          | +1 103  |
| 2006 |                    | 5 526          | +423    |
| 2007 |                    | 5 524          | -2      |
| 2008 |                    | 5 542          | +18     |
| 2009 | 2 558              | 5 484          | -58     |
| 2010 |                    | 5 498          | +14     |
| 2011 |                    | 5 519          | +21     |
| 2012 |                    | 5 457          | -62     |